# Adolfo Rafael Avilés
Adolfo Rafael Avilés (Buenos Aires, 11 de mayo de 1898-ibidem; 9 de diciembre de 1971) fue un pianista, compositor y director de tangos, periodista y locutor argentino.

## Carrera
Considerado como el primer comentarista cinematográfico radial, se inicia en Radio Sudamericana en 1920, ya para ese momento había ejercido como intérprete en cines del centro porteño donde le ponía sonido a las películas mudas. Luego tuvo incursión en Radio Splendid, por donde desfilaron grandes estrellas del momento y por Radio El Mundo. En 1935, junto a Pepita Avellaneda conduce el ciclo radial Tangos, autores e intérpretes.
Adolfo Avilés fue uno de los compositores más completos dentro del folclor argentino y sus temas fueron interpretados por grandes figuras del tango, encabezadas por Carlos Gardel.
Escribió, además de tangos, zambas, fox-trot y obras de otros ritmos que interpretaba con su jazz. Muchos de ellos bajo el sello Odeón.
Como periodista y crítico de cine trabajó en las revistas Sintonía, Aquí está y Radiolandia. Fue decano de los periodistas cinematográficos.
Además fue pianista de las clases de gimnasia en la Asociación Cristiana de Jóvenes, adonde solía concurrir el "Zorzal" Gardel.
Integró como miembro informante la Comisión de Cooperación Oficial, la Comisión de Aranceles y la Comisión de Film Sonoro. Incursionó también en la dirección de orquestas.
Sus temas fueron compuestos para algunas películas de la época de oro del cine argentino protagonizadas por primeras figuras de la escena nacional como Carlos Castro, Tono Andreu, Aída Alberti, Alberto Closas, Anita Lang, Oscar Valicelli, Pedro Quartucci, Pepe Arias, Ana María Lynch, Felisa Mary, entre otros. Puso su música tales como El poncho del olvido (1924), No te metás, Joaquín (1939),La mujer más honesta del mundo (1947), Santos Vega vuelve (1947), El nieto de Congreve (1949) y Campeón a la fuerza (1950).
Su esposa, Matonia de Avilés, lo acompañó en varios viajes que realizó por el exterior. Adolfo Avilés falleció el jueves 9 de diciembre de 1971 a los 73 años.

## Filmografía
Como autor:
- 1940: Los ojazos de mi negra.

Como músico:
- 1924: El poncho del olvido.
- 1939: No te metás, Joaquín.
- 1947: Santos Vega vuelve.
- 1947: La mujer más honesta del mundo.
- 1949: El nieto de Congreve.
- 1950: Campeón a la fuerza.[5]

## Temas compuestos y musicalizados
- Tesorito, dedicado al eximio artista Jean Desvinges.[6]
- Los ojazos de mi negra
- Mal de Amores
- A la Macarena
- Rencor
- A orillas de un arroyo plateado
- A orillas del Nilo
- No hay derecho

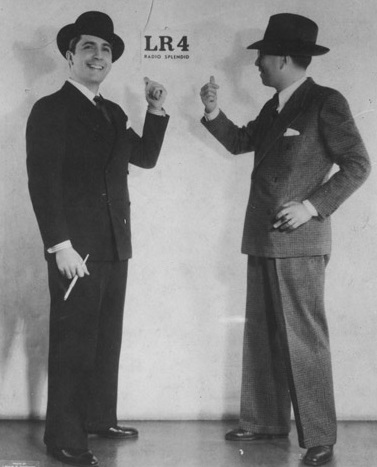
Carlos Gardel (1890-1935) y Adolfo R. Avilés durante una audición en Radio Splendid.

- La borrachera del tango, con letra de Enrique Maroni.
- La canción del ukelele
- Los rosales se han secao
- Cicatrices (1925)
- Fruto bendito
- Caballito
- Buenos Aires tenebroso
- Porqué me dejaste...!
- La careta
- Jazmin del país
- Como aniyo al dedo
- Chrysantheme
- Alma fuerte
- A lo lejos
- Firpo
- El poncho del olvido
- Carga de Besos
- Micifuz
- Mirando la lluvia (1946), junto con Leopoldo Torres Ríos.